# Interstate 225
Pour les articles homonymes, voir Route 225.
L'Interstate 225 (I-225) est une autoroute auxiliaire dans le Colorado. Elle a une longueur de 11.959 miles (19.246 km) et agit comme autoroute collectrice pour l'I-25. Elle forme une voie de contournement par l'est dans la région métropolitaine de Denver. Elle donne également un accès direct à l'Aéroport international de Denver pour le Denver Tech Center et les banlieues au sud de la ville. L'I-225 est l'une des deux autoroutes auxiliaires existant au Colorado et est l'unique autoroute auxiliaire de l'I-25. La route débute à une jonction avec l'I-25 dans le Denver Tech Center et se dirige vers le nord jusqu'à l'I-70 au nord d'Aurora. Elle croise la SH 83, la SH 30 et l'I-70 Business / US 40 / US 287, aussi appelée Colfax Avenue. L'autoroute a initialement été proposée dans les années 1950 en même temps que les premières autoroutes à Denver. La construction a débuté en 1964 à l'échangeur avec l'I-70 et s'est continuée vers le sud jusqu'à son terminus actuel à l'I-25, lequel a été ouvert à la circulation en 1976.

## Description du tracé
L'I-225 est l'une des trois autoroutes qui desservent Aurora et est la seule au Colorado qui ne forme jamais de multiplex avec une autre autoroute sur sa longueur entière. Le terminus sud débute à un échangeur avec l'I-25 comme autoroute typique à quatre voies. La route se dirige vers le nord-est à travers le sud de Denver et, après avoir croisé DTC Boulevard et Yosemite Street à Greenwood Village, la route devient une route à six voies. Avec Cherry Creek State Park et Cherry Creek Reservoir sur son côté est, l'autoroute croise SH 83 à la frontière nord du parc. Après avoir croisé SH 83, l'autoroute entre à Aurora où elle se dirige vers le nord avec ses six voies jusqu'à son terminus nord à l'I-70. Elle croise Iliff Avenue, Mississippi Avenue, Alameda Avenue, et 6th Avenue. Après avoir traversé Sand Creek, l'autoroute a un échangeur avec Colfax Avenue (aussi indiquée US 40 / US 287 / I-70 Bus.), puis avec 17th Place (desservant le Anschutz Medical Campus). Après la sortie, l'I-225 entre dans le comté d'Adams, dans la ville d'Aurora. La route croise une voie ferrée et continue vers le nord, où elle rencontre l'I-70.
Comme toutes les autres autoroutes d'État du Colorado, l'I-225 est entretenue par le Colorado Department of Transportation (CDOT), une agence responsable d'entretenir et de construire des infrastructures de transport à travers le Colorado. En 2014, des études sur le trafic ont montré que l'I-225 dessert environ 71 500 véhicules par jour entre l'I-25 et Parker Road et 60 750 véhicules au nord de Parker Road. L'entièreté de l'I-225 fait partie du National Highway System (NHS), un réseau de routes considérées comme importantes pour l'économie, la défense et la mobilité du pays.

## Liste des sorties
| Interstate 225      |                      |       |       |        |                                          |                                                                                                   |
| Comté               | Municipalité         | mi    | km    | Sortie | Intersections / Destinations             | Notes                                                                                             |
| Denver              | Denver               | 0,00  | 0,00  | 1A-B   | I-25 / US 87 – Colorado Springs, Denver  | Sortie 200 de l'I-25; indiqué sortie 1A (sud) et 1B (nord)                                        |
| Arapahoe            | Greenwood Village    | 0,67  | 1,08  | 2A     | DTC Boulevard, Tamarac Street            | Indiqué sortie 2 en direction nord                                                                |
| Arapahoe            | Greenwood Village    | 1,33  | 2,15  | 2B     | Yosemite Street                          | Sortie direction sud, entrée direction nord                                                       |
| Arapahoe            | Aurora               | 3,95  | 6,35  | 4      | SH 83 (en) (Parker Road)                 |                                                                                                   |
| Arapahoe            | Aurora               | 5,37  | 8,65  | 5      | Iliff Avenue                             |                                                                                                   |
| Arapahoe            | Aurora               | 6,89  | 11,08 | 7      | Mississippi Avenue                       |                                                                                                   |
| Arapahoe            | Aurora               | 7,92  | 12,75 | 8      | Alameda Avenue                           |                                                                                                   |
| Arapahoe            | Aurora               | 8,95  | 14,41 | 9      | SH 30 (en) (6th Avenue)                  |                                                                                                   |
| Adams               | Aurora               | 9,90  | 15,93 | 10A    | I-70 BL / US 40 / US 287 (Colfax Avenue) | Indiqué sortie 10 en direction sud                                                                |
| Adams               | Aurora               | 10,15 | 16,34 | 10B    | 17th Place                               | Sortie en direction sud via sortie 10                                                             |
| Limite Adams–Denver | Limite Aurora–Denver | 12,00 | 19,31 | 12A-B  | I-70 / US 36 – Denver, Limon             | Sortie 282 de l'I-70; sortie 12A (ouest) et 12B (est); accès à l'Aéroport international de Denver |
| - Accès incomplet   |                      |       |       |        |                                          |                                                                                                   |